# بتن بروت

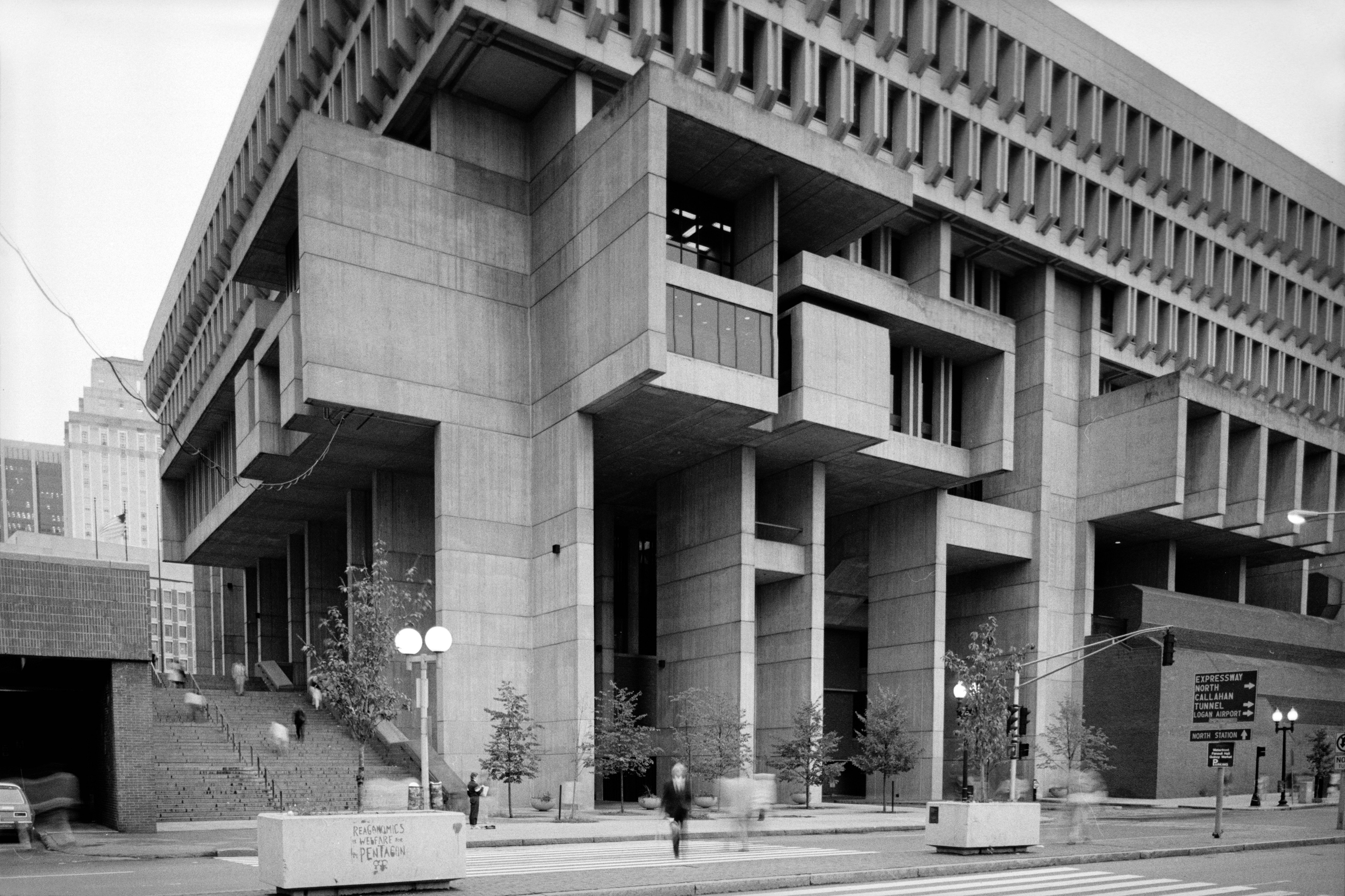
تالار شهر بوستون، نمونه ای از ساختمان‌های بانمای پرداخت نشده با استفاده ازbéton brut

بتن بروت یا Béton brut (به فرانسوی: Béton brut) (تلفظ فرانسوی: [betɔ̃ bʁy]) یک واژۀ فرانسوی است که در زبان انگلیسی به معنی بتن خام است. این اصطلاح برای توصیف بتنی مورد استفاده قرار می گیردکه پس از ریخته شدن در قالب، سطح نهایی بتن پس از برداشتن قالب‌ها، بدون پرداخت باقی می‌ماند و شکل الگوها و درزهای قالب بر روی آن حک شده‌است. بتن خام خود یک ماده نیست بلکه بیشتر یک اصطلاح معماری در مورد بتن است.

## تاریخچه

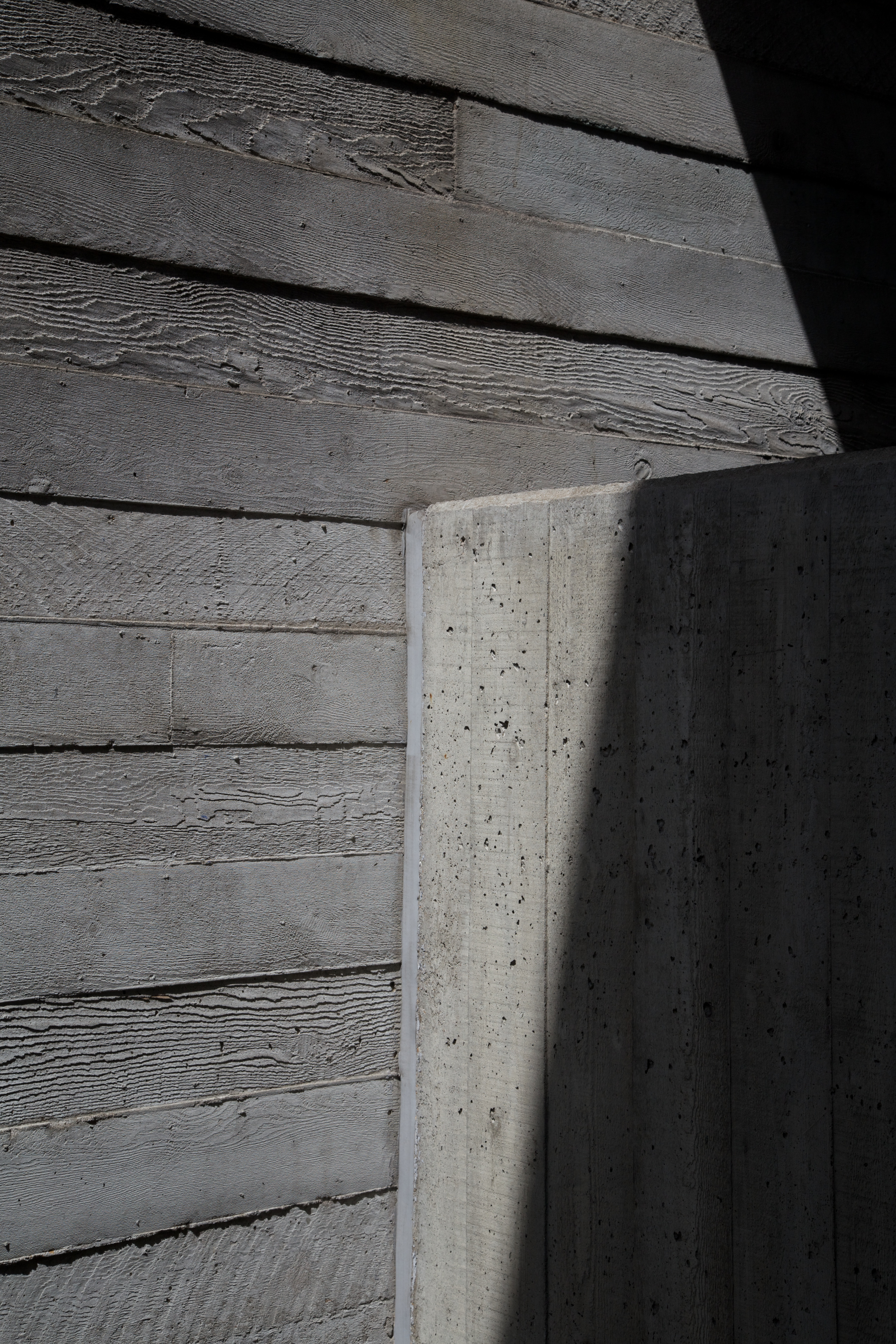
جزئیاتی از ساختمان تئاتر ملی سلطنتی که نشان دهنده اثرات سطح دانه‌دانه بودن قالب بندی است

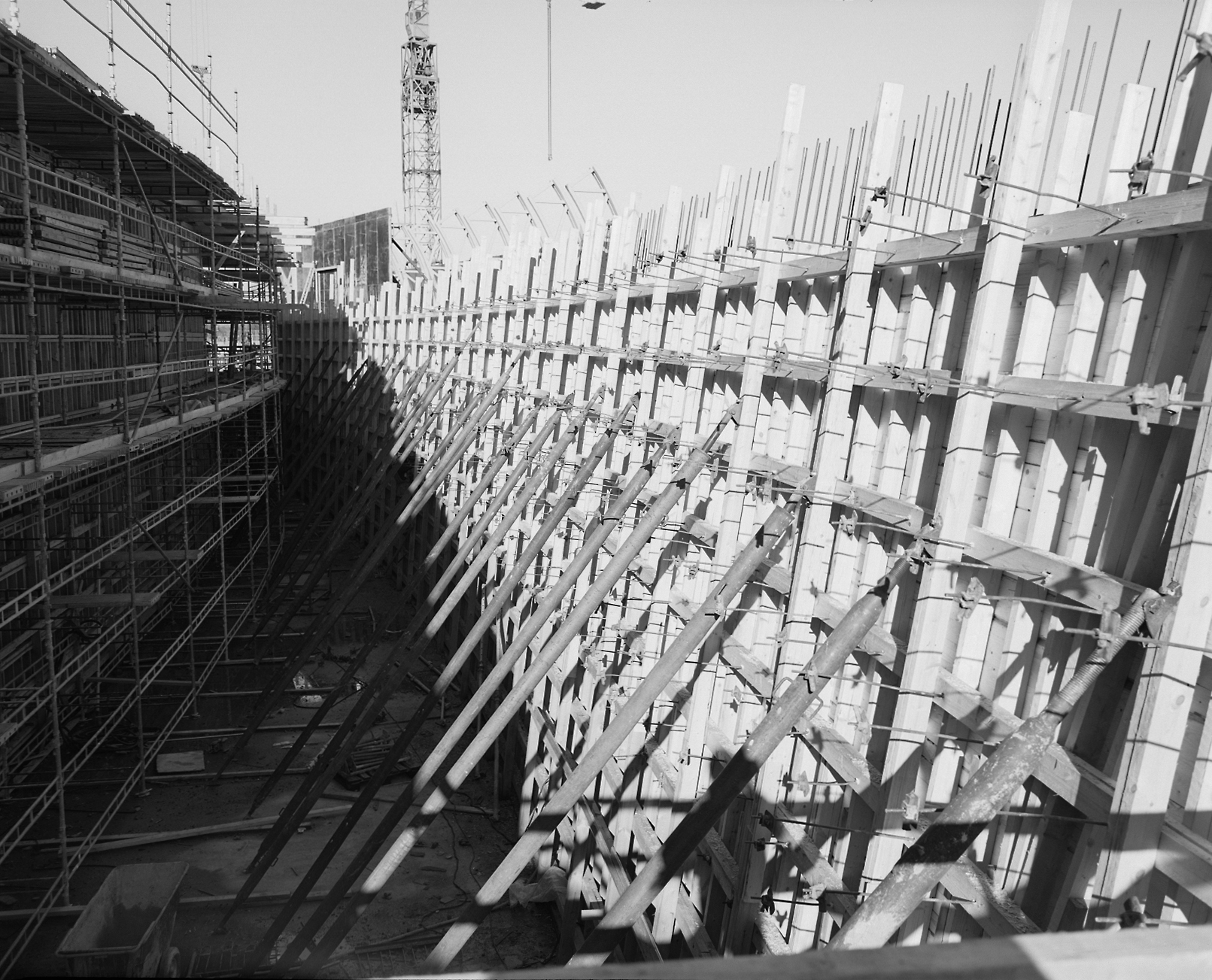
نمونه ای از تخته‌های بزرگ قالب بتنی، ساخته شده برای ایجاد یک فرم دیواره بتنی پیچیده با زیبایی بتن خام از béton brut

پیشگامان استفاده از بتن بروت معماران مدرنیستی مانند آگوست پرت و لوکوربوزیه بودند. لوکوربوزیه اصطلاح بتن بروت را در زمان ساخت یک واحد مسکونی (به فرانسوی: Unité d'Habitation)در مارسی، فرانسه که در سال ۱۹۵۲ ساخته شد، ابداع کرد. گسترش وسیع استفاده از این اصطلاح پس از آن آغاز شد که رینر بانام، منتقد معماری انگلیس، در سال ۱۹۶۶ آن را در عنوان کتاب خود با عنوان زبره کاری جدید: اخلاق یا زیبایی‌شناسی؟، برای توصیف یک گروه اخیر از طراحی جدید معماری، به ویژه در اروپا، از آن استفاده کرد. Béton brut در بین معماران مدرن رواج پیدا کرد و منجر به ایجاد سبک معماری زبره کاری ای شد که در دهه‌های ۱۹۵۰–۱۹۷۰ رونق گرفت. معماری زبره کاری ناشی از فلسفه‌های معماری مدرن است که بیان حقیقت مواد را که با نمایش حالت خام آنها حاصل می‌شود، ترویج می‌کند. ماهیت حکمت این ایده در نواقص بتن بروت دیده می‌شود که منشأ ایده ایجاد زیبایی‌شناسی بر اساس در معرض دید قرار گرفتن اجزای ساختمان، از جمله قاب، پوشش و سیستمهای مکانیکی است.  نتیجه آن، مشاهدهٔ درزهای دست نخورده و روش‌های ساخت قالب‌های مورد استفاده در قالب بندی بتن است. این سبک بتن بخشی از اکسپرسیونیسم سازه ای است که همزمان با پیشرفت بیشتر و پایدار تر شدن سازه‌های فلزی ظهور پیدا کرد.

## ساخت

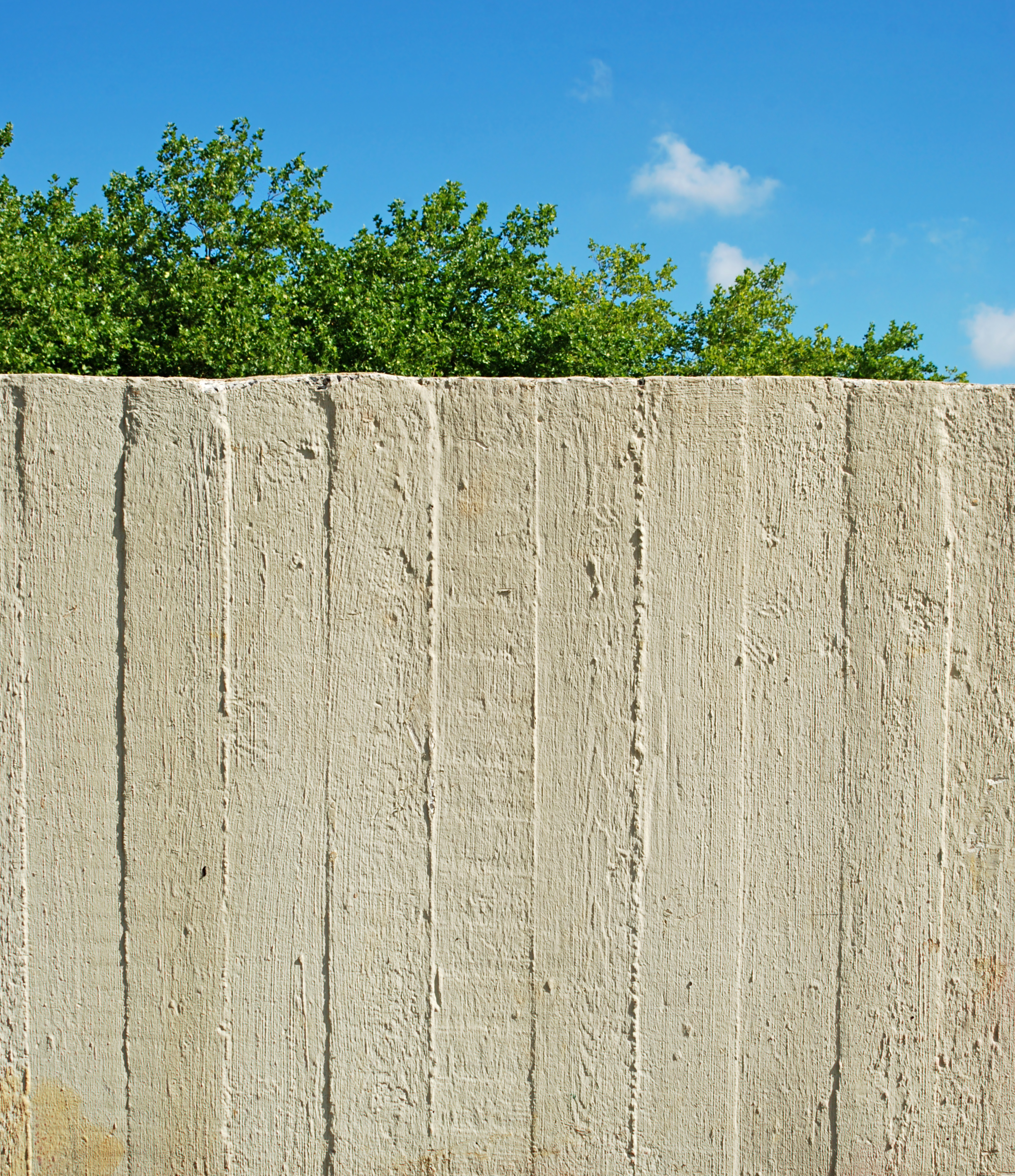
نمای نزدیک شکل تخته قالب بتن

پس از جادادن بتن در قالب، سطح بتن معمولاً پرداخت می‌شود که در نتیجه سطح آن صاف می‌شود و هرگونه نواقص آن ترمیم می‌شود. در مورد بتن بروت، سطح بتن بدون پرداخت مانده و الگوی باقی مانده از قالب روی سطح بتن قابل مشاهده است. قالب در اجرای بتن، به عنوان قاب برای سازه‌ای که در آن بتن تازه ریخته شده‌است تا پس از آن سخت شدن به شکل مورد نظر در آید، استفاده می‌شود. زیبایی سطوح بتنی با چیدمان قالب‌های مختلف می‌تواند متفاوت باشد (به عنوان مثال تخته کرکره، فرم قالب صاف، قالب فرم خطی، قالب فرم دار، قالب فرم پودر). نوع مصالح مورد استفاده برای ساخت قالب (یعنی شیشه، چوب، فولاد و غیره) تأثیراتی در ظاهر نهایی محصول بتن خواهد داشت. هنگامی که کوربوزیه این اصطلاح را ابداع کرد، او به‌طور خاص به بتن با الگوی باقی مانده از تخته چوبی قالب بر روی سطح بتن اشاره داشت که از آن برای ساخت بسیاری از بناهای خود پس از جنگ جهانی دوم استفاده می‌کرد.
هنگامی که قالب با چوب ساخته شده‌است به الگوی ظاهر بتن، فرم تخته‌ای می‌گویند. هنگامی که برای ساخت قالب از چوب استفاده می‌شود، دانه‌های مصالح سنگی بتن همزمان با گیرش بتن بالا می‌آیند، که در نتیجه بافت در بتن ریخته شده شبیه به چوب می‌شود. استفاده از همان نوع چوب در طول یک کار بسیار مهم است، خصوصاً در ساختمان‌های بزرگتر که قالب‌ها ممکن است مکرر مورد استفاده قرار گیرند، زیرا چوب می‌تواند رطوبت را جذب کند، که این احتمالاً ممکن است روی رنگ بتن تأثیر بگذارد. سایر الگوهای خام را می‌توان با استفاده از قالب‌های فلزی بافت‌دار، یا زبر سازی سنگدانه‌ای یا چکش کاری ایجاد کرد. بتن ساخته شده با نمای چوب هنوز هم در محوطه‌سازی، مخصوصاً در برخی از کشورهای اروپای غربی معمول است.

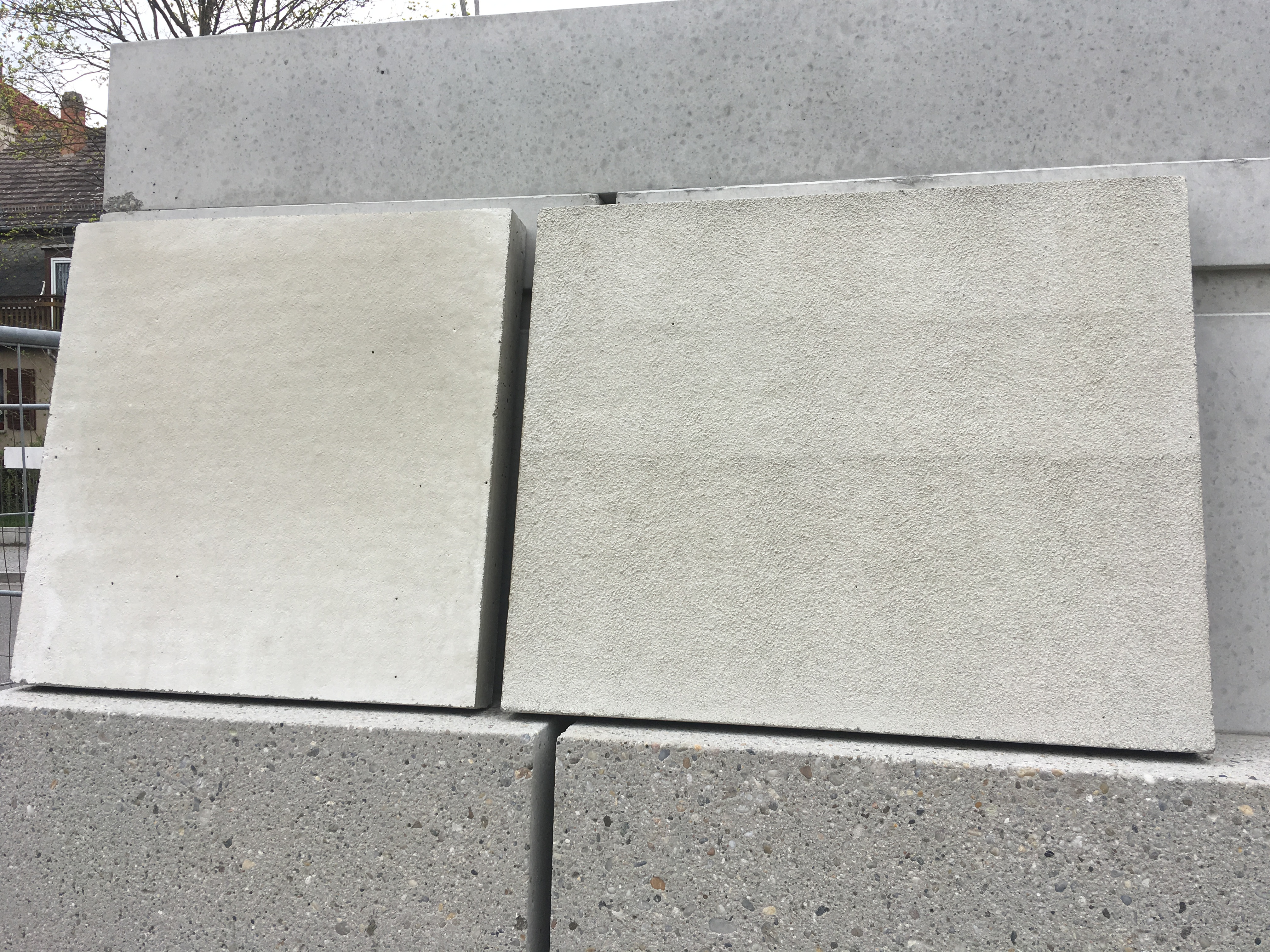
نمونه‌هایی از بتن بروت که در موزه بائوهاوس دیده می‌شود

همچنین می‌توان از تکنیک‌های پردازش سطح (به عنوان مثال، سطوح بتنی شسته شده، بتن عکس دار، سطوح اسیدی شده) برای ایجاد زیبایی بتن بروت استفاده کرد. به ویژه در مورد بتن‌های اجرا شده با کیفیت بالا، که در آن‌ها فضای کافی بین قالب بتن و میلگردهای تقویت‌کننده برای جریان آزادانه بتن تأمین می‌شود قابل دستیابی است، و به نام Sichtbetonدر آلمان و سمان ویستا به ایتالیایی شناخته می‌شود. این تقریباً به «بتن برای مشاهده» ترجمه می‌شود.

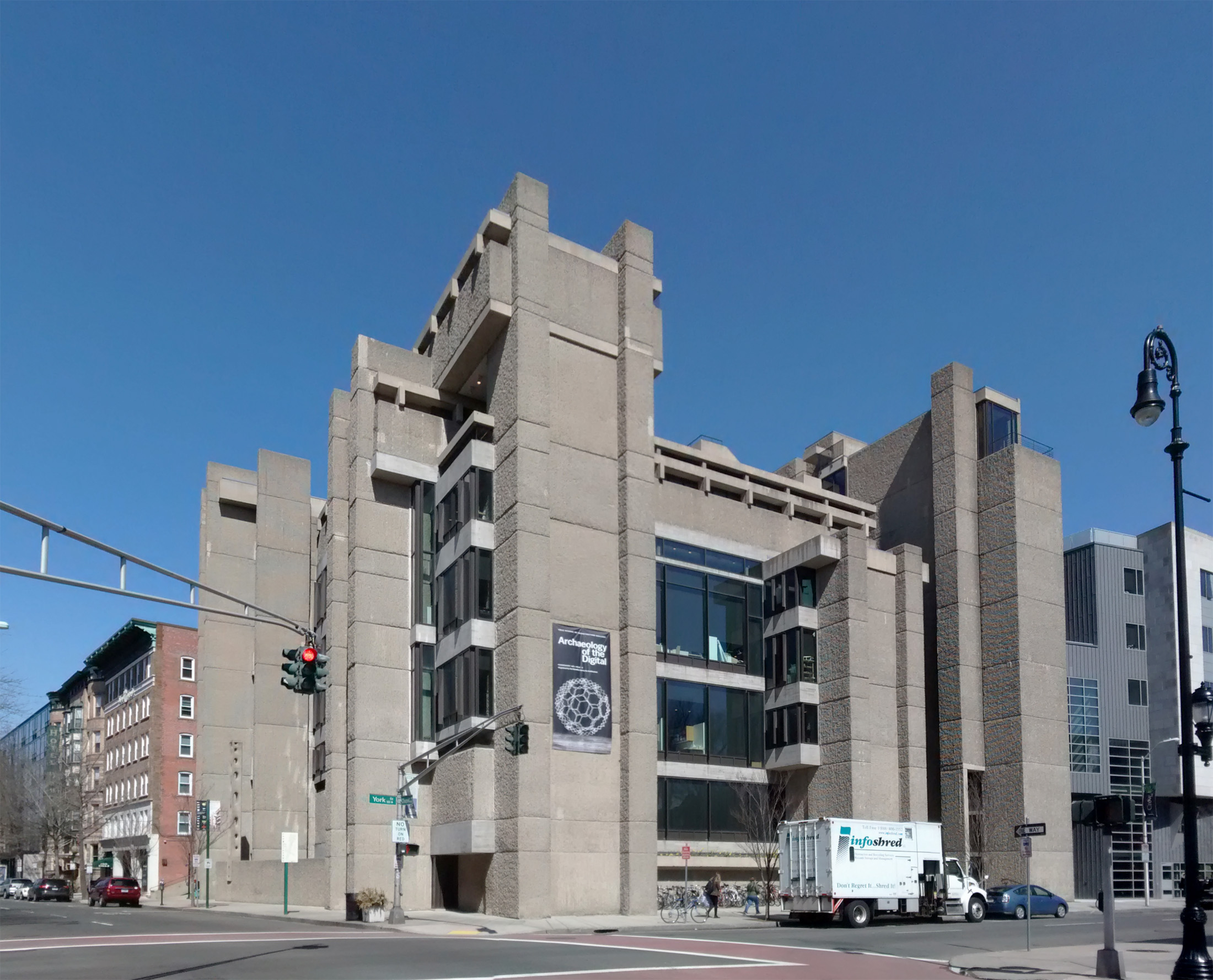
نمونه ای از   بتن بروت  که برای رودولف هال ، دانشکده معماری ییل در New Haven Connecticut استفاده شده‌است
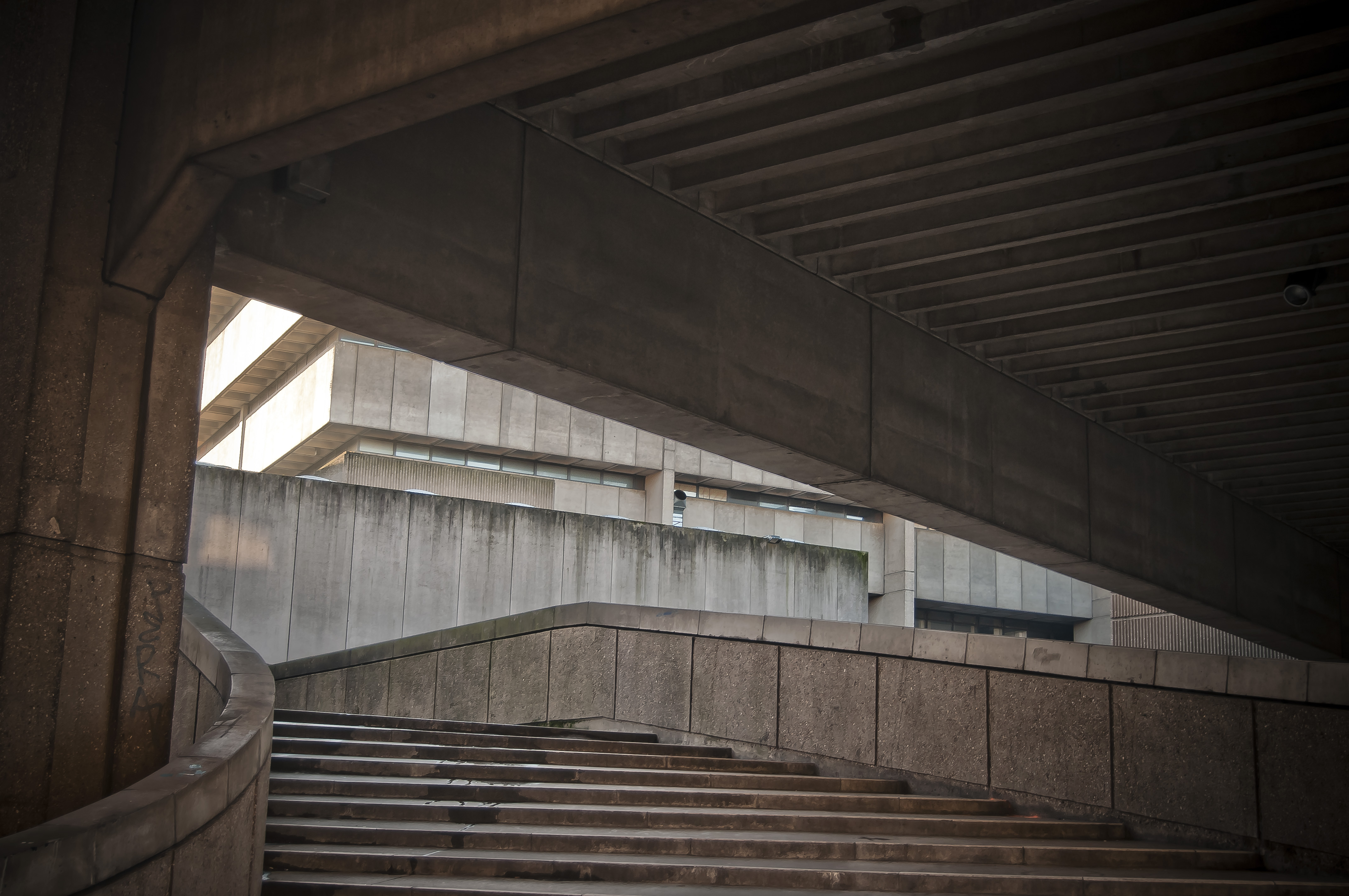
بتن بروت در قصر بهشت. بافت قابل مشاهده نمایانگر قالب مورد استفاده در جادادن بتن است.
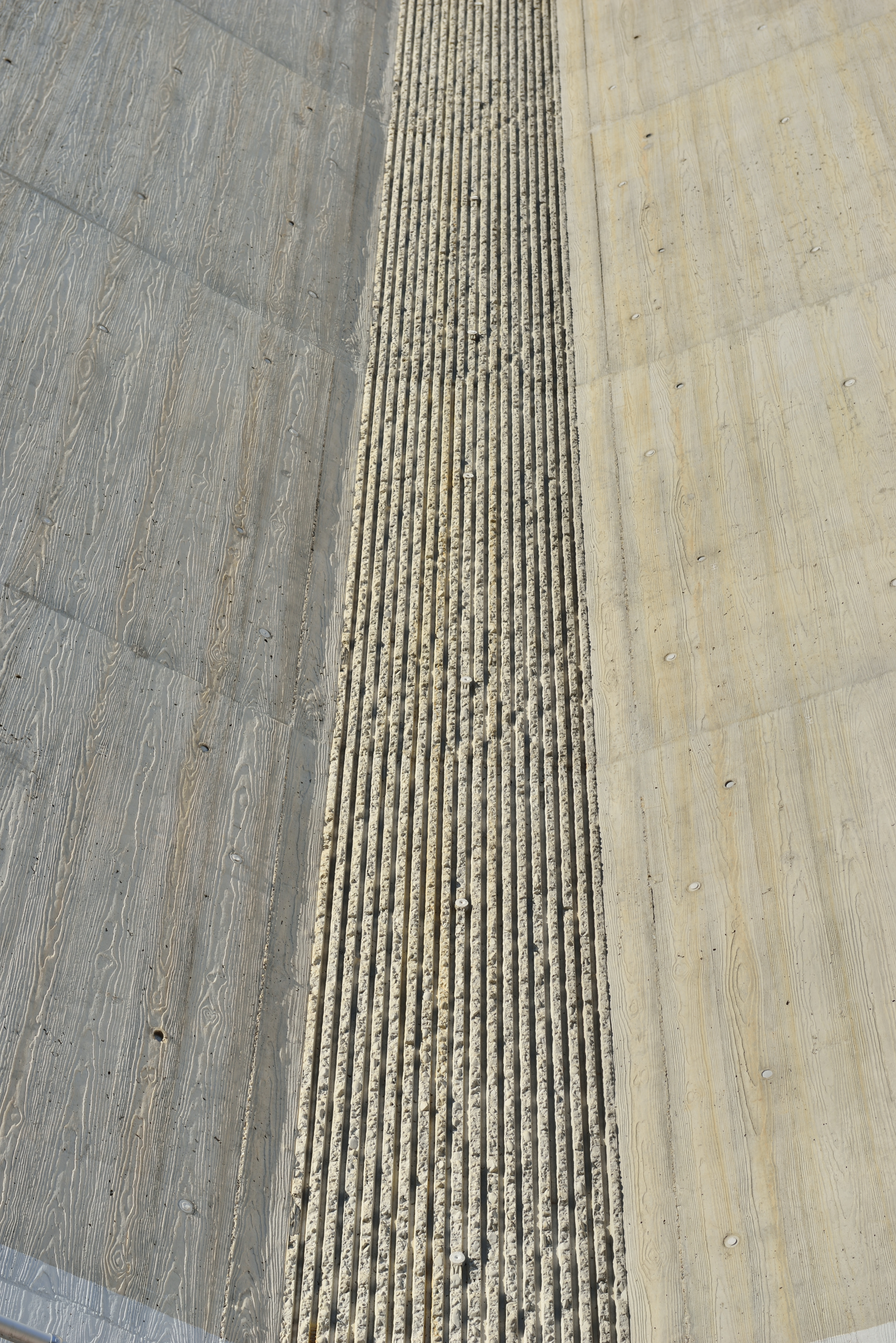
نمای نزدیک از الگوی موجدار که برای بتن بروت استفاده می‌شود
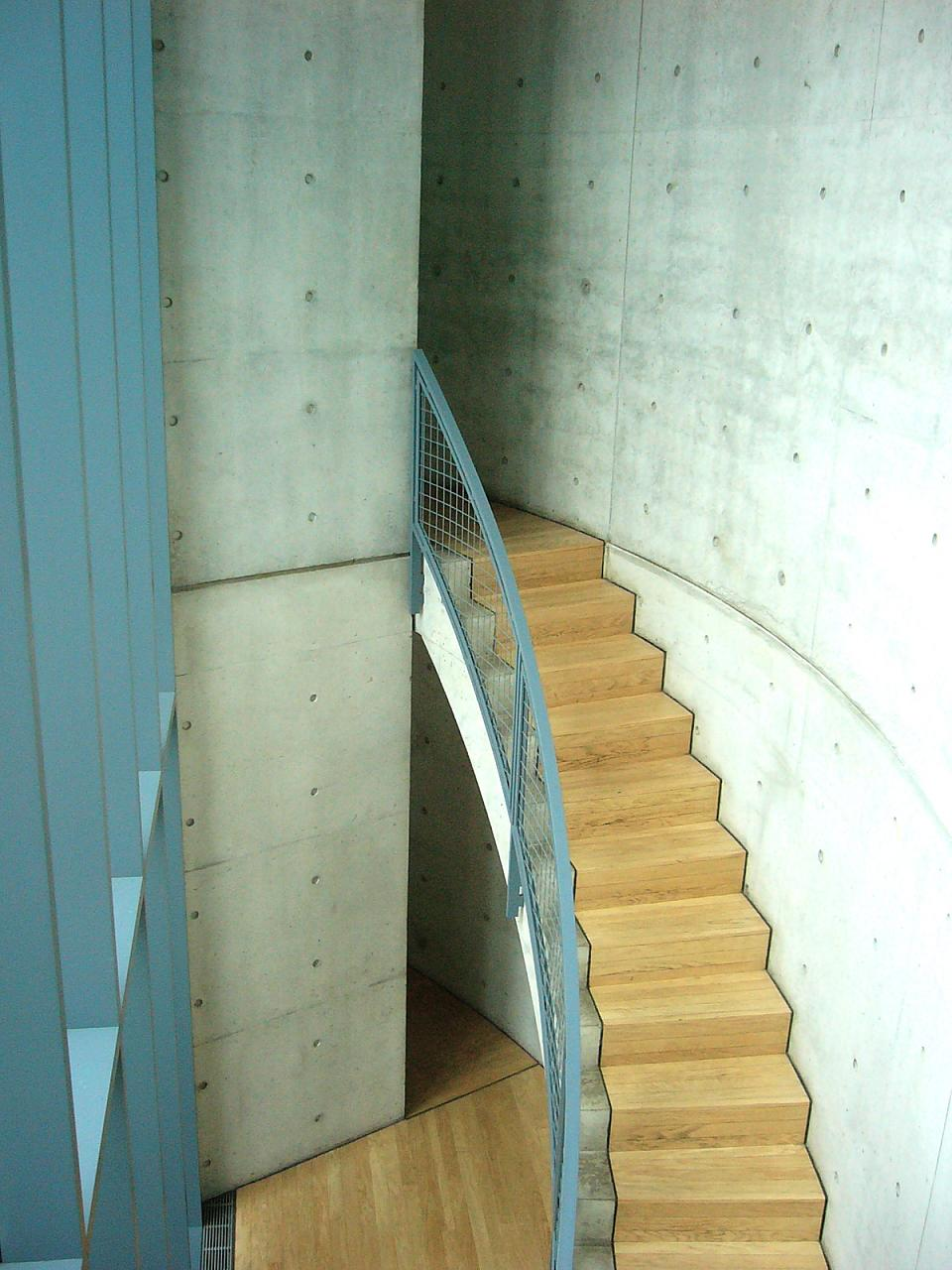
بتن بروت که در قسمت داخلی غرفه کنفرانس ویترا تادائو آندو دیده می‌شود
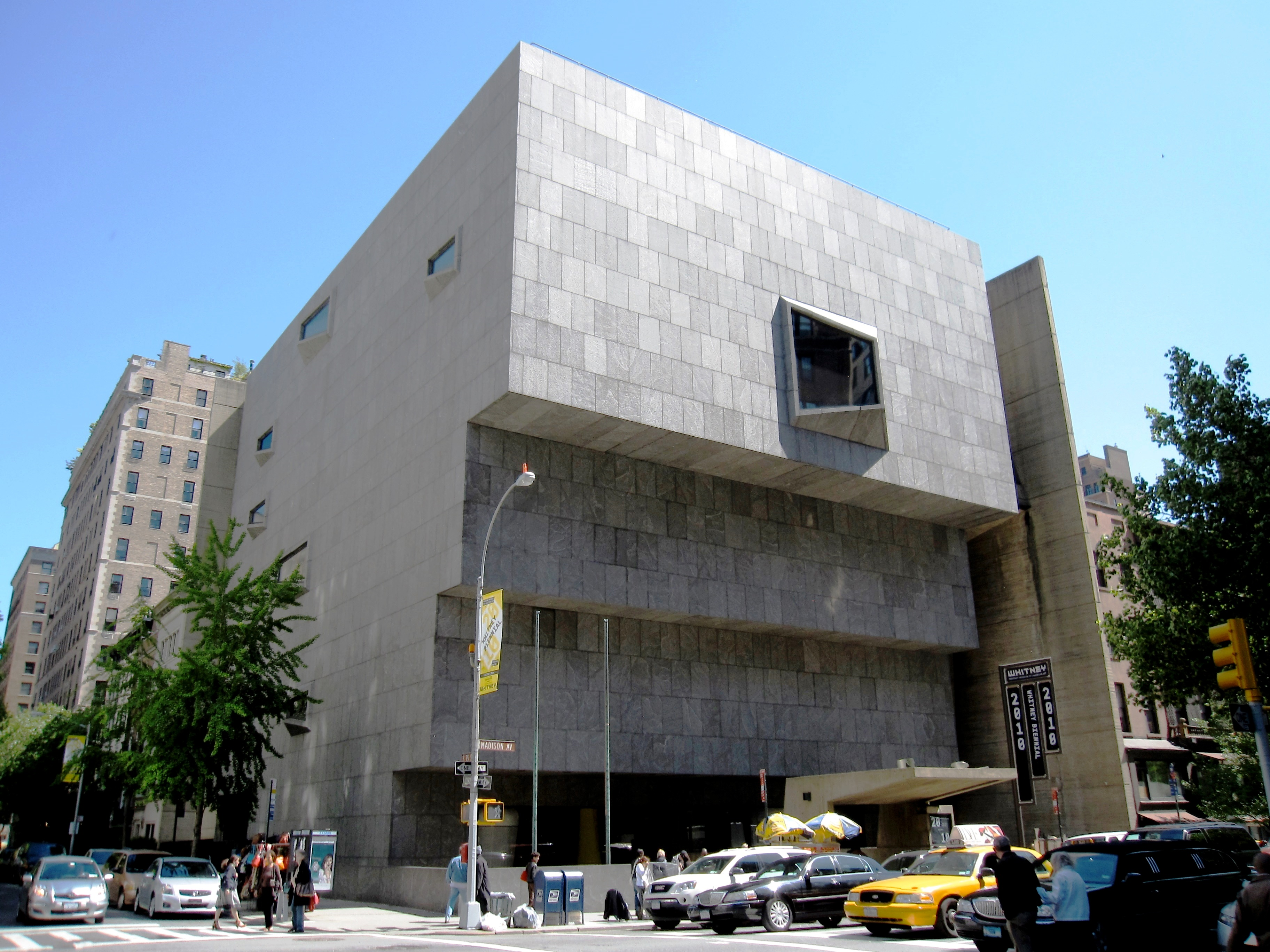
موزه اصلی هنر آمریکایی ویتنی ، که به سبک زبره کاری از معماری مدرن ساخته شده‌است

## مثال‌ها
- کلیسای نوتردام از Raincy توسط آگوست پرت (۱۹۲۲–۲۳)
- Unité d'Habitation
- مجتمع مسکونی ۶۷، توسط موشه سفدی، مونترال، کانادا
- خانه Reinanzaka توسط آنتونین ریموند (۱۹۲۴)
- دانشگاه ایلینویز در شیکاگو (ضلع شرقی دانشگاه طراحی شده توسط والتر نتچ از Skidmore , Owings & Merrill)
- کالج ایالتی اور گرین
- تالار رودولف، دانشکده معماری ییل، دانشگاه ییل، نیو هاون، سی تی اس
- کلیسای Nevers , Sainte-Bernadette-du-Banlay، فرانسه، معمار کلود پرنت
- تالار شهر بوستون، MA، بوستون
- تئاتر ملی رویال، لندن
- Tunku Cancelor [ms] در دانشگاه مالایا
- ورودی اصلی مجتمع یادبود جنگ،  قلعه برست
- یادبود ایلیندن در مقدونیه شمالی
- دانشگاه ماساچوست دارتموث (طراحی شده توسط پل رودولف (معمار))